# هاياتو داتيه
هاياتو داتيه (伊達勇登 داتيه هاياتو) هو مخرج أنمي ياباني ولد في 1962.

## أعماله كمخرج أنمي

### مسلسلات أنمي تلفزيونية
- ناروتو
- ناروتو شيبودن
- طوكيو أندرغراوند
- سايوكي
- كازي نو يوجيمبو

### أوفا أنمي
- أوفا ناروتو

### أفلام أنمي
- سايوكي Requiem

## وصلات خارجية
- هاياتو داتيه على موقع IMDb (الإنجليزية)
- هاياتو داتيه على موقع ألو سيني (الفرنسية)
- هاياتو داتيه على موقع أول موفي (الإنجليزية)
- هاياتو داتيه على موقع قاعدة بيانات الفيلم (الإنجليزية)
- هاياتو داتيه على موقع كينوبويسك (الروسية)
- هاياتو داتيه على موقع ANN person (الإنجليزية)